# Obermumpf
Obermumpf es una comuna suiza del cantón de Argovia, ubicada en el distrito de Rheinfelden. Limita al norte con la comuna Stein, al noreste con Münchwilen, al este con Schupfart, al sur con Hellikon, al oeste con Zuzgen, y al noroeste con Mumpf. 